# Ultima voor Algemene Culturele Verdienste
De Ultima voor Algemene Culturele Verdienste is een van de Ultimas - Vlaamse Cultuurprijzen die jaarlijks door de Vlaamse Gemeenschap wordt toegekend voor prestaties tijdens een loopbaan, een integraal oeuvre of een verdienste voor het brede culturele veld gedurende meerdere jaren. De winnaar ontvangt 20.000 euro en een bronzen beeldje 'La ultima isla' van Philip Aguirre y Otegui.

## Geschiedenis
In 2003 werd de Prijs van de Vlaamse Gemeenschap voor Algemene Culturele Verdienste ingesteld door Vlaams minister van cultuur Paul Van Grembergen als opvolger van de vijfjaarlijkse staatsprijs ter bekroning van een schrijversloopbaan, die zich beperkte tot het bekronen van een schrijverscarrière. De prijs werd voor het eerst uitgereikt op 1 maart 2004 en in 2016 herdoopt tot de Ultima voor Algemene Culturele Verdienste.

## Laureaten
- 2003 Frie Leysen (toneel)
- 2004 Gerard Mortier (opera)
- 2005 Hugo Claus (schrijver)
- 2006 Raoul De Keyser (schilder)
- 2007 Kunstencentrum Vooruit (Gent)
- 2008 Sigiswald Kuijken (violist en dirigent)
- 2009 Eric Antonis (politicus)
- 2010 Jan Hoet (curator en beoordelaar van de hedendaagse beeldende kunst)
- 2011 Anne Teresa De Keersmaeker (choreografe)
- 2012 Jan Decleir (acteur)
- 2013 Guy Mortier (journalist)
- 2014 Alain Platel (regisseur en choreograaf)
- 2015 Ivo van Hove (regisseur)
- 2016 Raf Simons (modeontwerper)
- 2017 Viviane De Muynck (actrice)
- 2018 Jan Decorte en Sigrid Vinks (theatermakers)
- 2019 Luc Tuymans (kunstschilder)
- 2020 Philippe Herreweghe (dirigent)
- 2021 Reinhilde Decleir (actrice en regisseur)
- 2022 Sidi Larbi Cherkaoui (choreograaf)
- 2023 Bas Smets (landschapsarchitect)
- 2024 Marijke Pinoy (actrice, theatermaker en regisseur)